# Tentaculites
Tentaculites (лат.) — вымерший род конусовидных тентакулитов из отряда Tentaculitida, обитавших с раннего ордовика по поздний девон. Окаменелости могут быть как в виде кальцитовых оболочек с брахиоподной микроструктурой, так и в виде углеродных «подкладок». Представители рода найдены на всех континентах.

## Родство

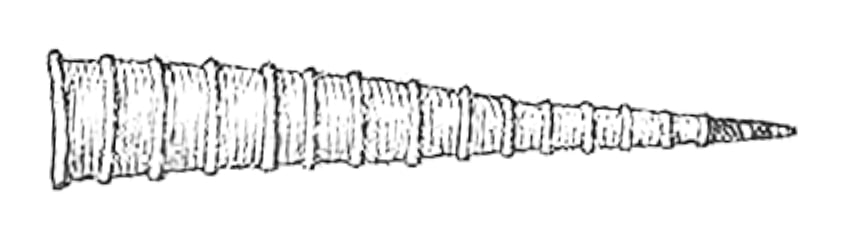
Зарисовка силурийского вида Tentaculites ornatus

Таксономическая классификация Tentaculitida неясна. На основе внешнего сходства этих животных иногда группируют с крылоногими, но современной поддержки эта теория не находит. Tentaculitida могут оказаться родственниками других конусовидных организмов неопределённого систематического положения, таких как Cornulitida, Anticalyptraea, Microconchida и Trypanoporida. Микроструктуры раковин также сближают их с брахиоподами, форонидами и, возможно, эдиакарским щупальцевым намакалатусом (Namacalathus).

## Морфология
Имеют ребристые конусообразные раковины длиной от 5 до 20 мм. У некоторых видов присутствует септа; их сохранившаяся эмбриональная оболочка образует небольшую, иногда сферическую камеру.

## Палеоэкология
Предполагается, что некоторые виды являлись составной частью планктона.